# قره‌گل (سقز)
قره‌گل(به کردی: قەرەول، Qerewil) روستایی از توابع بخش زیویه در شهرستان سقز است که در استان کردستان ایران قرار دارد.

## جمعیت
این روستا در دهستان امام واقع شده و براساس سرشماری سال ۱۳۸۵، جمعیت آن ۷۰ نفر (۱۶ خانوار) بوده‌است.